# فدراسیون آلمانی آمریکایی
فدراسیون آلمانی آمریکایی معروف به بوند (آلمانی: Amerikadeutscher Bund) یک سازمان نازی و یهودستیز بود که از سال ۱۹۳۶ تا ۱۹۴۱ در ایالات متحده آمریکا فعالیت می‌کرد. این سازمان توسط فریتز جولیوس کون پایه‌گذار شد؛ او زاده آلمان بود و در سال ۱۹۳۴ شهروندی آمریکایی خود را دریافت کرده‌بود. فدراسیون آلمانی آمریکایی بیش از بیست هزار عضو جذب کرد و راهپیمایی‌ها و اجلاس‌هایی را در آمریکا برگزار می‌کرد. از جمله راهپیمایی‌های این سازمان می‌توان به راهپیمایی ۱۹۳۹ در مدیسون اسکوئر گاردن نیویورک اشاره کرد که به سبک راهپیمایی‌های هیتلر برگزار شد.
فعالیت این سازمان با شروع جنگ جهانی دوم رو به زوال گذاشت. فریتز کون، بنیانگذار آن، به دلیل اختلاس و فرار مالیاتی به حبس محکوم شد. شهروندی آمریکایی او در سال ۱۹۴۳ باطل شد و در سال ۱۹۴۵ از آمریکا اخراج شد.
این سازمان تنها آلمانی آمریکایی‌ها را به عضویت می‌پذیرفت و هدف اصلی آن تقویت و تبلیغ آلمان نازی در خاک آمریکا بود.